# هاينريش يوليان شميت
هاينريش يوليان شميت (بالألمانية: Julian Schmidt)‏ (و. 1818 – 1886 م) هو صحفي، وناقد أدبي، ومؤرخ أدبي، ومؤرخ، ومؤلف ألماني، توفي في برلين، عن عمر يناهز 68 عاماً.

## التعليم
تعلم في جامعة كونيغسبرغ.